# Magnetic (album)
Pour les articles homonymes, voir Magnetic.
 (janvier 2024).
Si vous disposez d'ouvrages ou d'articles de référence ou si vous connaissez des sites web de qualité traitant du thème abordé ici, merci de compléter l'article en donnant les références utiles à sa vérifiabilité et en les liant à la section « Notes et références ».
Albums de Steps Ahead
N.Y.C.
(1989)
Magnetic est le quatrième album studio du groupe Steps Ahead, sorti en 1986.